# Cathédrale arménienne de Lviv
Cette  cathédrale ne doit pas être confondue avec une autre cathédrale de Lviv.
La cathédrale arménienne de la Dormition-de-la-Bienheureuse-Mère-de-Dieu (en ukrainien : Вірме́нський кафедра́льний собо́р Успі́ння Пресвято́ї Богоро́диці) est une cathédrale de l'Église apostolique arménienne située dans la ville de Lviv, en Ukraine.  
Elle est située dans le quartier de la vieille ville, inscrit au patrimoine mondial de l'UNESCO, et fait partie des monuments architecturaux d'importance nationale d'Ukraine. 
Elle a été bâtie durant la seconde moitié du XIVe siècle (années 1360) et accueillait le culte apostolique arménien.

## Histoire

### Origines et fondation
La construction de la cathédrale répondait à un besoin important. En effet, l'arrivée des Seldjoukides en Europe, vers la fin du XIIe siècle, puis les conquêtes de Tamerlan, qui annexe l'Arménie et détruit sa capitale au cours du XIVe siècle, déclenche une forte immigration arménienne dans toute l'Europe de l'Est. Notamment, de nombreux marchands sillonnent la région ou s'y établissent. Le prince Danylo Halytsky, fondateur de Lviv, invite les Arméniens à s'établir dans la ville. Bientôt, la ville, important carrefour marchand entre l'Est et l'Ouest, héberge la plus grosse communauté arménienne de la région. 
La construction de la cathédrale est donc décidée. Elle débute en 1363, ce qui en fait un des bâtiments encore debout les plus anciens de Lviv. Elle est supervisée par un architecte arménien, Doring, et financée par deux marchands arméniens, Jacob et Phanos. Elle aurait été conçue sur le modèle de la cathédrale d'Ani, située dans l'ancienne capitale arménienne Ani. Elle est rapidement achevée en 1370, au bout de sept années seulement.

### Période moderne
En 1527, la cathédrale est sévèrement endommagée par un incendie. Un beffroi lui est adjoint en 1571, mais celui-ci est détruit par les Turcs. Il est reconstruit à l'identique au cours du XIXe siècle. Le palais archiépiscopal arménien est construit, attenant à la cathédrale, à la fin du XVIIe siècle. L'intérieur est largement remanié de 1723 à 1726

### LeXXesiècle
La dernière transformation d'importance a lieu de 1908 à 1927, quand l'archevêque Józef Teodorowicz décide de rénover la cathédrale, avec l'aide du décorateur Józef Mehoffer et de l'architecte Franciszek Mączyński. Parmi les modifications, l'église est prolongée vers l'Est, les mosaïques du dôme sont remplacées. L'idée qui sous-tend cette rénovation est de retrouver l'esprit de l'art arménien qui aurait été perdu avec les modifications historiques successives.
En 1945, Lviv est annexée par les forces soviétiques. L'église est fermée et transformée en entrepôt dans les années 1960, pour stocker les icônes confisquées dans les autres églises ukrainiennes. En 1991, quand l'Ukraine retrouve son indépendance, le conseil municipal de Lviv décide de restituer la cathédrale à la communauté arménienne. Le processus administratif dure douze ans. En 2001, le pape Jean-Paul II visite la cathédrale et y prie. Finalement, en mai 2003, le chef de l'église apostolique arménienne, Garéguine II, peut consacrer la cathédrale, mettant ainsi fin à une parenthèse de 58 ans.

## Galerie d'images

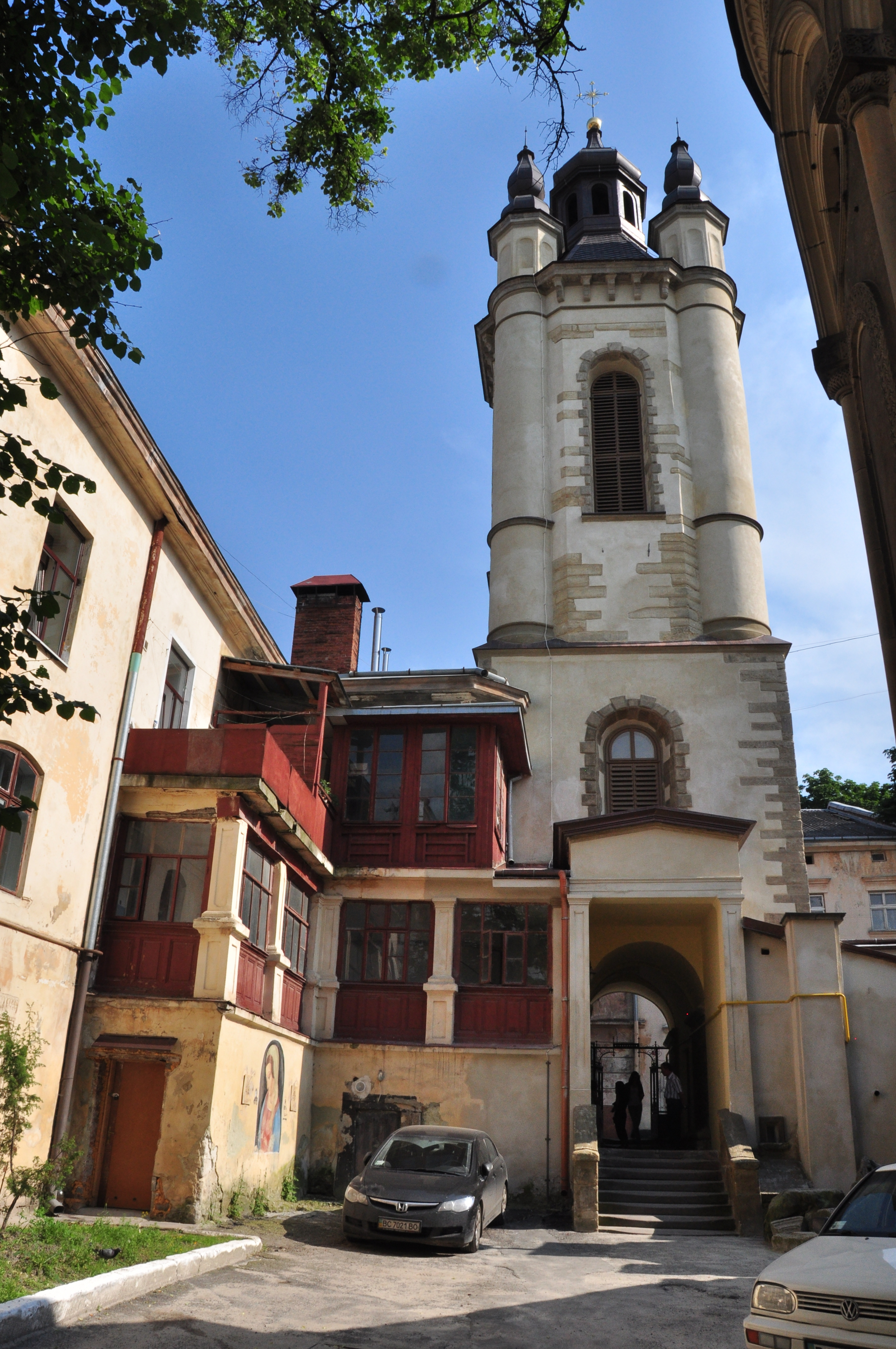
Le beffroi de la cathédrale ;
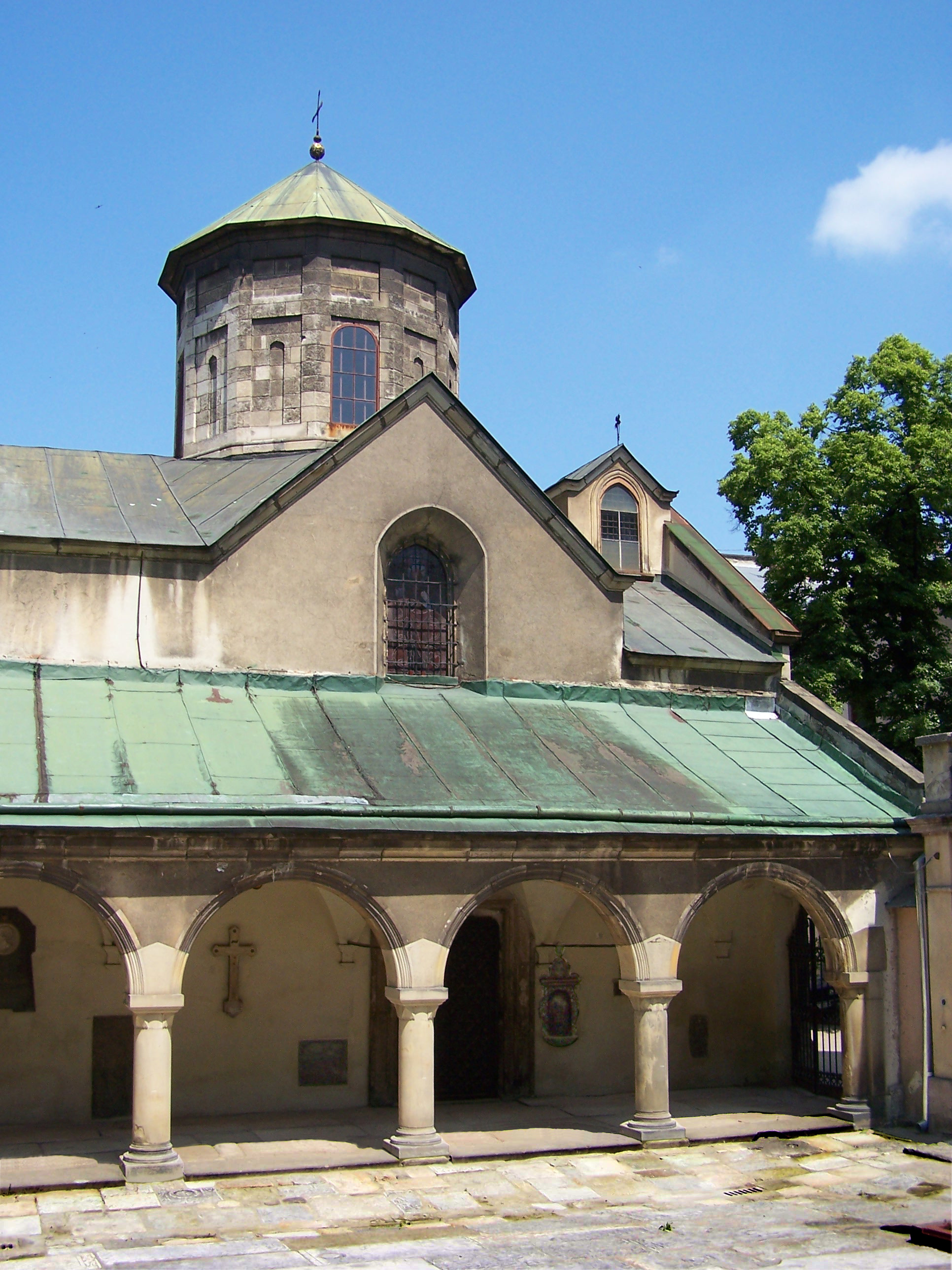
Avant-porche roman, partie parmi les plus anciennes de la cathédrale ;
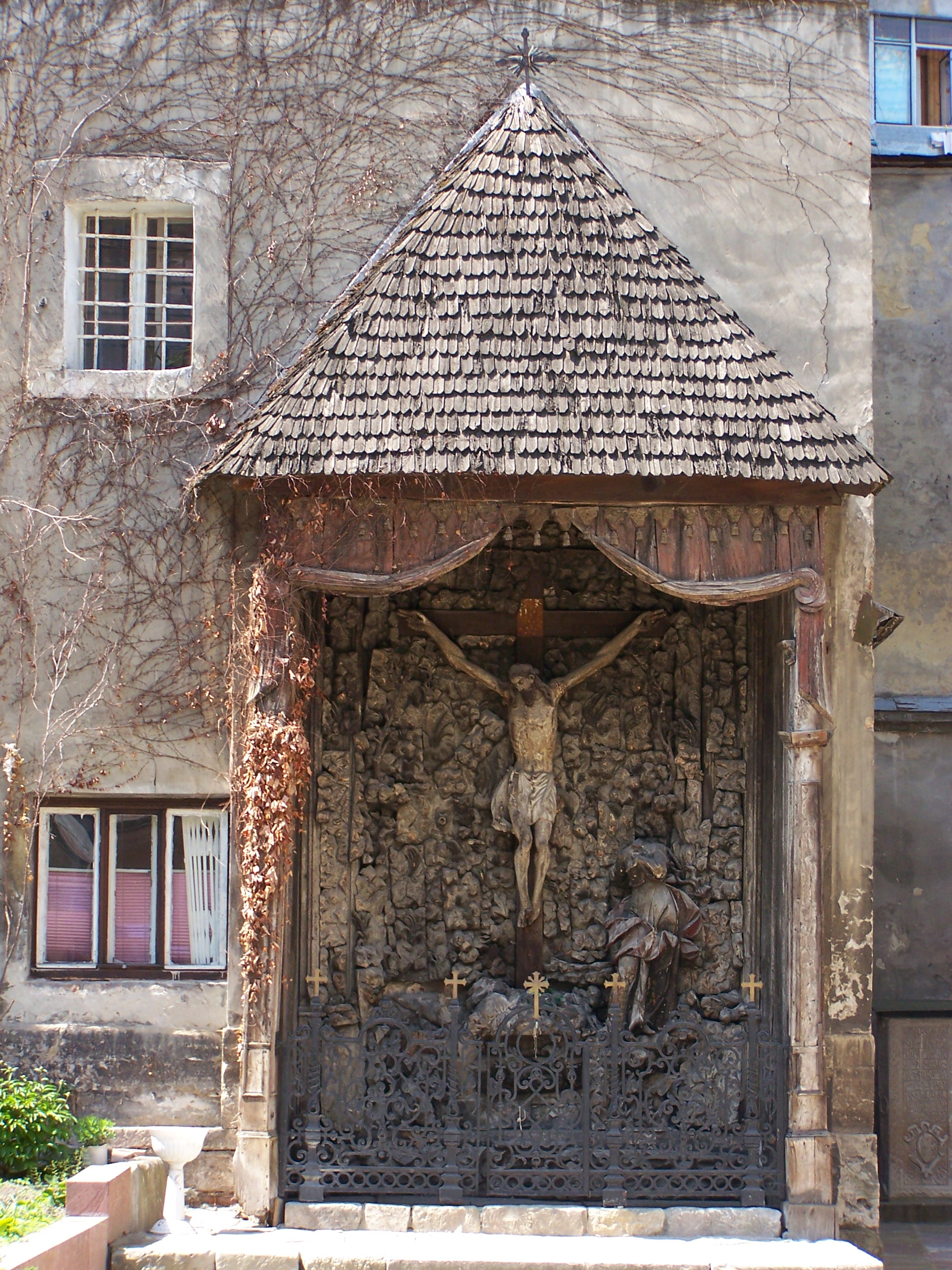
un Golgotha en bois (1726) classé[12],[13] ;
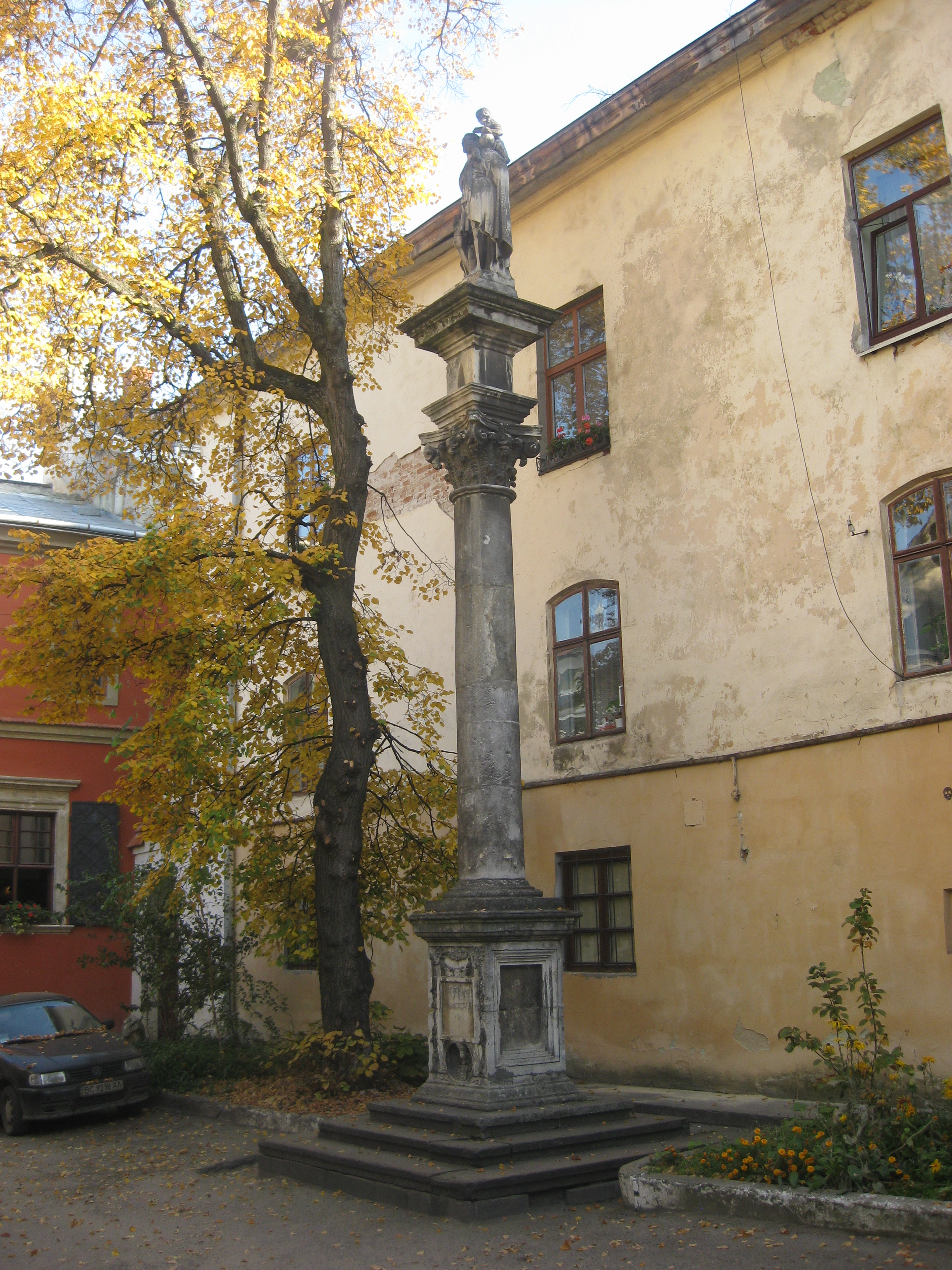
colonne st-Christophe classée[14], patrimoine d'intérêt national n°318-4 ;
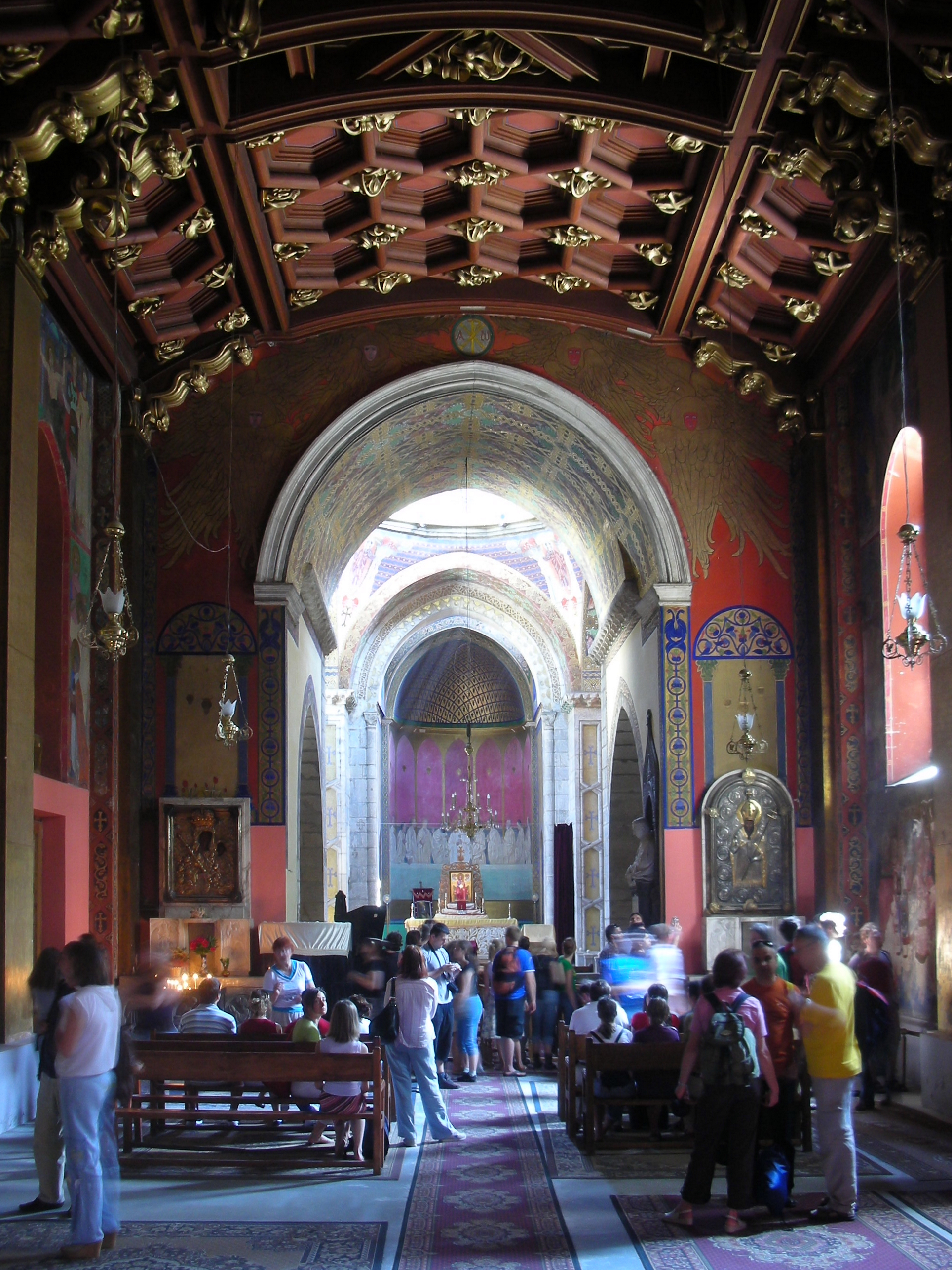
la nef de la cathédrale ;
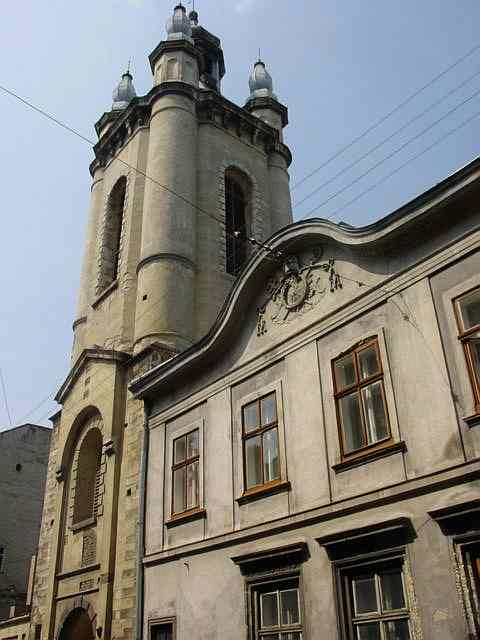
le palais archiépiscopal classé[15]patrimoine d'intérêt national n°318-3 et le beffroi.